# Cybersecurity and Infrastructure Security Agency
La Cybersecurity and Infrastructure Security Agency (CISA) è un'agenzia federale statunitense parte del Dipartimento della Sicurezza Interna responsabile per la sicurezza informatica e delle infrastrutture su suolo statunitense. Coordina tutti i programmi di cybersicurezza tra gli stati e assicura la protezione del governo da cyberattacchi.
Attualmente ha sede nella contea di Arlington, in Virginia e nel 2025 l'intera agenzia verrà trasferita nel suo nuovo quartiere generale all'interno del St. Elizabeths Campus a Washington, D.C, sede attuale del DHS.